# Reque Newsome
Reque Newsome (San Petersburgo, Florida, 8 de octubre de 1981) es un exjugador de baloncesto estadounidense nacionalizado uruguayo. Con 2,04 metros de altura, jugaba en la posición de pívot. Representó internacionalmente a la selección de Uruguay.

## Trayectoria
Luego de jugar en la NJCAA y en la División II de la NCAA, Newsome inició una carrera como baloncestista profesional fuera de los Estados Unidos. Su destino fue Latinoamérica, asentándose en Uruguay -donde actuó durante 16 temporadas- y sumando experiencias en Brasil, Argentina, Colombia y Puerto Rico.

### Clubes
| Club                        | País        | Año         |
| --------------------------- | ----------- | ----------- |
| Olimpia                     | Uruguay     | 2006 - 2008 |
| FTC EAD                     | Brasil      | 2008        |
| Olimpia                     | Uruguay     | 2008 - 2010 |
| Estudiantes de Bahía Blanca | Argentina   | 2010        |
| Malvín                      | Uruguay     | 2010 - 2011 |
| Monte Hermoso Basket        | Argentina   | 2011        |
| Malvín                      | Uruguay     | 2011 - 2013 |
| Bambuqueros de Neiva        | Colombia    | 2013        |
| Malvín                      | Uruguay     | 2013 - 2016 |
| Leones de Ponce             | Puerto Rico | 2016        |
| Trouville                   | Uruguay     | 2016 - 2018 |
| Ciclista Juninense          | Argentina   | 2018        |
| Olimpia                     | Uruguay     | 2018 - 2020 |
| Stockolmo                   | Uruguay     | 2019        |
| Olimpia                     | Uruguay     | 2019 - 2020 |
| Unión Atlética              | Uruguay     | 2020        |
| Olimpia                     | Uruguay     | 2021        |
| Lagomar                     | Uruguay     | 2021        |
| Welcome                     | Uruguay     | 2021        |
| Lagomar                     | Uruguay     | 2022        |
| Welcome                     | Uruguay     | 2022        |

## Selección nacional
Newsome adquirió la ciudadanía uruguaya en 2009, pasando también a incorporarse a la selección de baloncesto de Uruguay ese mismo año. Con el equipo nacional disputó dos ediciones del Campeonato Sudamericano de Baloncesto (2010 y 2016) y cuatro del Campeonato FIBA Américas (2009, 2011, 2013 y 2015). Además representó a Uruguay en la Copa Oscar Moglia y en el torneo de baloncesto masculino de los Juegos Panamericanos de Guadalajara, ambos desarrollados en 2011. 

## Vida privada
Newsome es vegano.
En 2022 participó de la tercera temporada de MasterChef Celebrity Uruguay.